# Притула Ярослав Григорович
Ярослав Григорович Притула (нар. 4 січня 1943, с. Гійче) — український науковець, фахівець з історії математики; кандидат фізико-математичних наук, доцент кафедри математичного і функціонального аналізу Львівського університету. Дійсний член НТШ (з 2019). Голова математичної комісії НТШ (2016—2024). Член Львівського математичного товариства.
Автор статей з історії математики у Львові (Львівська математична школа й ін.) та багатьох статей низки енциклопедій, зокрема ЕСУ, Енциклопедії Львова, Енциклопедії НТШ та Енциклопедії Львівського національного університету імені Івана Франка.

## Життєпис
У 1956 році закінчив сільську семирічну школу, в 1959 році ― Рава-Руську середню. З вересня 1959 по грудень 1964 навчався на механіко-математичному факультеті. З 1965 року — в аспірантурі Львівського університету. З 1966 — на заочній формі навчання.
У 1966—1971 роках — асистент у Львівському університеті. У 1971 році здобув ступінь кандидата фізико-математичних наук. З 1971 по 1972  — старший асистент на кафедрі математичного аналізу. З 1972 — доцент кафедри математичного аналізу. У період з 1973 по 1991 — доцент кафедри теорії функцій і функціонального аналізу, а у 1981—1988 рр. — доцент кафедри математичного моделювання.
З 1991 року і до сьогодні — доцент кафедри математичного і функціонального аналізу (у певний період також обіймав посаду професора).
У 1973—1995 роках був заступником декана, а у 1995—2004 роках очолював механіко-математичний факультет.

## Наукові публікації
- Maligranda, Lech; Prytuła, Jarosław G. (2013). Lwowscy uczeni wymienieni w przesłuchaniach Banacha z 1944 roku. Wiadomości Matematyczne. 49 (1). doi:10.14708/wm.v49i1.434. ISSN 2543-991X.(пол.)
- А. М. Самойленко, Т. О. Банах, Я. Г. Притула. Стефан Банах і математика у Львові в першій половині XX століття (до 125-річчя від дня народження) // Вісник Національної академії наук України. — 2017. — № 11. — С. 92-102
- Maligranda L., Prytuła J. G. Uniwersytet we Lwowie w latach 1939—1941. Matematyka, fizyka i astronomia [Архівовано 12 січня 2019 у Wayback Machine.] // Wiadomości Matenatyczne. — 2017. — T. 53(2). — S. 303—329(пол.)

## Нагороди та відзнаки
- Відмінник освіти України[12]
- Грамота Верховної Ради України[13]